# Phạm Hữu Nhật
Phạm Hữu Nhật (chữ Hán: 范有日; 1804 - 1854), tên thật là Phạm Văn Triều, là thế hệ thứ tư của thủy tổ họ Phạm (Văn) ở cù lao Ré (Lý Sơn, Quảng Ngãi) và là thủy quân chánh đội trưởng suất đội Hoàng Sa triều Nguyễn trong lịch sử Việt Nam.

## Tiểu sử
Ông là người xã An Vĩnh, cù lao Ré, nay thuộc thôn Đông, xã An Vĩnh, huyện Lý Sơn, tỉnh Quảng Ngãi và là con của ông Phạm Văn Nhiên và bà Dương Thị Lãng. Ngay từ khi còn trẻ, Phạm Hữu Nhật đã cùng ngư dân trong làng gia nhập đội Hoàng Sa.
Sách Đại Nam thực lục (Chính biên, đệ nhị kỉ, quyển 165) chép rằng năm Minh Mạng thứ 17 (1836), bộ Công tâu vua cứ hàng năm thì cử người ra Hoàng Sa đo đạc thủy trình, vẽ bản đồ, cắm cột mốc, dựng bia và được vua phê chuẩn. Cũng trong năm này, khi nhận được tấu của bộ Công tâu về việc cử thủy quân, chánh đội trưởng Phạm Hữu Nhật vãng thám Hoàng Sa, vua Minh Mạng châu cải: "Báo gấp cho Quảng Ngãi thực thụ ngay, giao cho tên ấy [Phạm Hữu Nhật] nhận biên". Đại Nam thực lục (Chính biên, đệ nhị kỉ, quyển 6) còn cho biết nhà vua "sai suất đội thủy quân Phạm Hữu Nhật đưa binh thuyền đi, đem theo mười cái bài gỗ dựng làm dấu mốc. Một bài gỗ dài 5 thước rộng 6 tấc và dày 1 tấc; mặt bài khắc những chữ: "Minh Mạng Thập Thất Niên Bính Thân thủy quân chánh đội trưởng suất đội Phạm Hữu Nhật phụng mệnh vãng Hoàng Sa tương đồ chí thử, hữu chí đẳng tư" (tờ 25b), nghĩa là "Năm Minh Mạng thứ 17, năm Bính Thân, thủy quân chánh đội trưởng suất đội Phạm Hữu Nhật, vâng mệnh ra Hoàng Sa xem xét đo đạc, đến đây lưu dấu để ghi nhớ.)"" Sau khi đến nơi, đội của ông đã dừng lại cắm mốc, dựng bia chủ quyền, đo đạc thủy trình, trồng thêm cây cối, thu lượm hải vật ở từng điểm đảo. Mỗi lần ra Hoàng Sa, Phạm Hữu Nhật dẫn đầu từ năm đến sáu chiếc thuyền với khoảng mười người trên mỗi thuyền.
Năm 1854, Phạm Hữu Nhật mất tích trên biển. Sau đó, gia đình và họ tộc đã an táng ông bằng một nấm mộ chiêu hồn không có hài cốt (tức mộ gió) tại thôn Đông làng An Vĩnh, bên cạnh ngôi mộ của cụ thủy tổ họ Phạm Văn, một trong sáu vị tiền hiền khai cư làng An Vĩnh trên đảo Lý Sơn.
Từ đó về sau, các thế hệ luôn ghi nhớ công trạng của Phạm Hữu Nhật. Cụ thể, linh vị Phục vì vong Cao Bình Quận Phạm Hữu Nhật thần hồn chi linh vị của ông luôn hiện diện trong các miếu thờ lính Hoàng Sa cũng như tại lễ khao lề thế lính Hoàng Sa diễn ra vào ngày 20 tháng 2 âm lịch hàng năm. Ngày 28 tháng 3 năm 2005, tộc họ Phạm (Văn) ở thôn Đông, xã An Vĩnh, huyện Lý Sơn, tỉnh Quảng Ngãi đã dựng bia cho Chánh đội trưởng thủy quân Phạm Hữu Nhật. Tên của ông được đặt cho một hòn đảo trong nhóm Lưỡi Liềm thuộc quần đảo Hoàng Sa.